# Touch (film 2024)
Touch è un film del 2024 diretto da Baltasar Kormákur, adattamento cinematografico del romanzo Sotto la pioggia gentile di Ólafur Jóhann Ólafsson, anche autore della sceneggiatura assieme a Kormákur.
È stato scelto per rappresentare l'Islanda nella categoria del miglior film internazionale ai premi Oscar 2025, arrivando fino alla short-list di dicembre 2024 dei 15 film pre-selezionati.

## Trama
Kristófer, un ristoratore di Reykjavík sulla settantina, parte per Londra dopo che gli viene diagnosticata una demenza allo stadio iniziale, alla ricerca di quello che fu il suo grande amore di gioventù: Miko, la ragazza giapponese figlia del gestore del locale dove Kristófer lavorava negli anni della swinging London, diviso tra gli studi In economia e la militanza politica.

## Distribuzione
In Italia, il film è stato presentato in anteprima al 70ª edizione del Festival del cinema di Taormina il 19 luglio 2024, venendo distribuito nelle sale cinematografiche dalla Universal a partire dal 29 agosto seguente.